# Strajk dokerów w Gdańsku (1946)
Strajk dokerów w Gdańsku – robotniczy protest o podłożu ekonomicznym w Polsce Ludowej, który miał miejsce w okresie 10-14 sierpnia 1946 w Gdańsku.

## Historia
Wydarzenia były kulminacją protestów, do których dochodziło na terenie portów i stoczni gdańskiej od początków kwietnia 1946. 10 sierpnia 1946 rozpoczął się w Gdańsku, w Nowym Porcie bunt 2000 dokerów domagających się poprawienia warunków pracy w porcie morskim Gdańsk oraz sprawiedliwego podziału pomocy z UNRRA. Protestujący zebrali się przed budynkiem zatrudnienia, gdzie doszło do konfliktu z funkcjonariuszami MBP. Gdy jeden z robotników (Roman Hersztek) został postrzelony przez funkcjonariuszy, pozostali w odwecie zabili dowódcę oraz poturbowali pozostałych. Nowy Port został otoczony kordonem wojska oraz wprowadzono godzinę milicyjną. Władze opisywały wydarzenia jako akcję niemieckich dywersantów. Protest trwał do 14 sierpnia, wprowadzono łamistrajków, aktywistów PPR i koncesjonowanej PPS. 
Po stłumieniu protestów rozpoczęły się zwolnienia z pracy, aresztowano ponad pół tysiąca ludzi. W procesach sądowych skazywano dokerów na długoletnie wyroki pozbawienia wolności: jeden dożywocia, jeden 15 lat więzienia i dwa po 10 lat więzienia.
W 1952 władze Polskiej Rzeczypospolitej Ludowej nazwały imieniem zabitego Karola Gronkiewicza jedną z ulic w Nowym Porcie (do 1945 Albrechtstraße, następnie Sportowa), 25 września 1990 przemianowaną na ul. Strajku Dokerów.